# Korisliiga allenatore dell'anno
La Korisliiga allenatore dell'anno è il premio conferito dalla Korisliiga al miglior allenatore della stagione regolare.

## Vincitori
| Stagione  | Nazionalità   | Giocatore           | Squadra           |
| --------- | ------------- | ------------------- | ----------------- |
| 1986-1987 | Finlandia     | Henrik Dettmann     | Helsingin NMKY    |
| 1987-1988 | Finlandia     | Kari Liimo          | KTP-Basket        |
| 1988-1989 | Finlandia     | Ensio Helimäki      | HoNsU             |
| 1989-1990 | Finlandia     | Jyrki Suhonen       | Espoon Honka      |
| 1990-1991 | Finlandia     | Kari Liimo (2)      | KTP-Basket        |
| 1991-1992 | Finlandia     | Henrik Dettmann (2) | Helsingin NMKY    |
| 1992-1993 | Finlandia     | Kari Liimo (3)      | KTP-Basket        |
| 1993-1994 | Finlandia     | Timo Nieminen       | Forssan Koripojat |
| 1994-1995 | Finlandia     | Risto Piipari       | Kouvot Kouvola    |
| 1995-1996 | Finlandia     | Ari Tammivaara      | Namika Lahti      |
| 1996-1997 | Stati Uniti   | Aaron McCarthy      | ToPo Helsinki     |
| 1997-1998 | Finlandia     | Eero Saarinen       | Turun NMKY        |
| 1998-1999 | Finlandia     | Risto Piipari (2)   | Kouvot Kouvola    |
| 1999-2000 | Finlandia     | Jarmo Laitinen      | Pyrbasket         |
| 2000-2001 | Finlandia     | Jarmo Laitinen (2)  | Pyrbasket         |
| 2001-2002 | Finlandia     | Eero Saarinen (2)   | KTP-Basket        |
| 2002-2003 | Jugoslavia    | Mihailo Pavićević   | Espoon Honka      |
| 2003-2004 | Finlandia     | Lars Ekström        | Namika Lahti      |
| 2004-2005 | Finlandia     | Ray Ailus           | Aura Basket       |
| 2005-2006 | Finlandia     | Timo Heinonen       | Joensuun Kataja   |
| 2006-2007 | Finlandia     | Lars Ekström (2)    | Namika Lahti      |
| 2007-2008 | Finlandia     | Jukka Toijala       | Kouvot Kouvola    |
| 2008-2009 | Finlandia     | Sami Toiviainen     | Namika Lahti      |
| 2009-2010 | Finlandia     | Pieti Poikola       | Tampereen Pyrintö |
| 2010-2011 | Finlandia     | Pieti Poikola (2)   | Tampereen Pyrintö |
| 2011-2012 | Stati Uniti   | Greg Gibson         | Bisons Loimaa     |
| 2012-2013 | Finlandia     | Sami Toiviainen (2) | KTP-Basket        |
| 2013-2014 | Finlandia     | Pieti Poikola (3)   | Tampereen Pyrintö |
| 2014-2015 | Finlandia     | Pekka Salminen      | Joensuun Kataja   |
| 2015-2016 | Finlandia     | Jyri Lehtonen       | Kouvot Kouvola    |
| 2016-2017 | Finlandia     | Joonas Iisalo       | Vilpas Vikings    |
| 2017-2018 | Finlandia     | Jussi Laakso        | Kauhajoen Karhu   |
| 2018-2019 | Finlandia     | Jyri Lehtonen (2)   | Kouvot Kouvola    |
| 2019-2020 | Non assegnato | Non assegnato       | Non assegnato     |
| 2020-2021 | Finlandia     | Miikka Sopanen      | Tampereen Pyrintö |